# Štadión FK Rapid Ružinov
Štadión FK Rapid Ružinov – stadion sportowy w Bratysławie (w dzielnicy Ružinov), stolicy Słowacji. Obiekt może pomieścić 5000 widzów. W przeszłości swoje spotkania na stadionie rozgrywali piłkarze klubu FK Rapid Ružinov (w latach 2003–2005 obiekt gościł występy tego zespołu w II lidze).